# Camerloher-Gymnasium Freising
Das staatliche Camerloher-Gymnasium Freising ist ein musisches Gymnasium in der bayerischen Stadt Freising. Es ist mit rund 900 Schülern hinter dem Josef-Hofmiller-Gymnasium das zweitgrößte der drei Freisinger Gymnasien und ist eines von nur neun Gymnasien in Bayern, die ausschließlich einen musischen Zweig anbieten. Der Neubau des Schulgebäudes wurde im Schuljahr 1969/70 an seinem heutigen Standort in der Wippenhauser Straße bezogen. Durch umfangreiche Um- und Ausbauten erhielt das Gymnasium seine heutige Gestalt.

## Lage und Verkehrsanbindung
Das Camerloher-Gymnasium befindet sich am nordwestlichen Rand Freisings unmittelbar am Campus des Weihenstephaner Forschungsgeländes und ist über die Wippenhauser Straße erschlossen, über die in südlicher Fahrtrichtung direkt der Bahnhof Freising erreicht werden kann. Darüber hinaus ist das Camerloher-Gymnasium über die Haltestelle Obervellacher Straße an das Stadtbussystem Freisings angeschlossen.

## Geschichte

### Ursprünge: Das Seminar für Präparanden

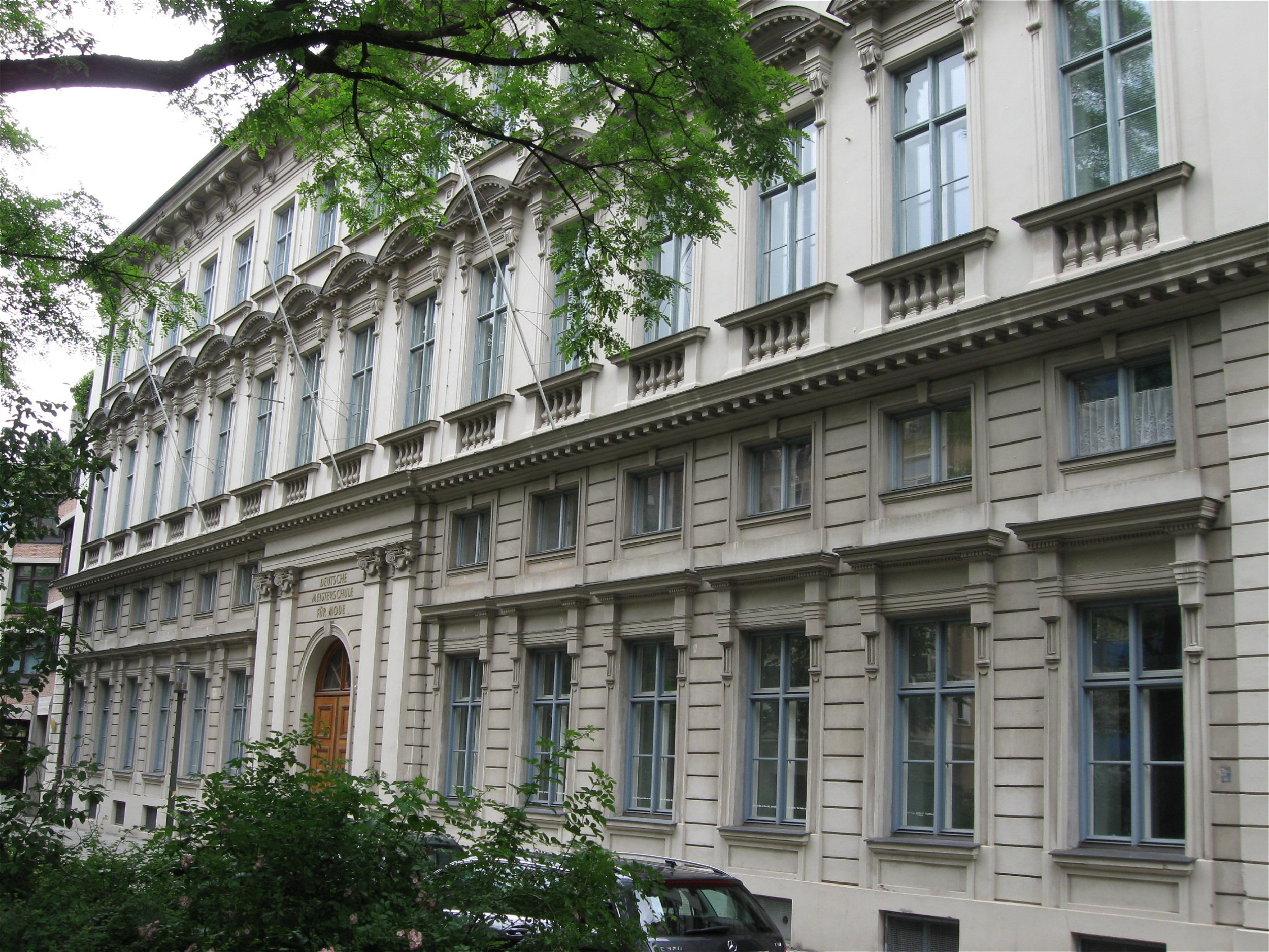
Landschaftsgebäude München

Die Ursprünge des Camerloher-Gymnasiums lassen sich bis zum 18. März 1804 zurückführen, als der Kurfürst Maximilian I. Joseph durch ein Reskript ein „Seminar für Präparanden“, das heißt künftige Lehrer, gründete, das zunächst im Münchner Landschaftsgebäude untergebracht war; doch bereits seit dem 13. Januar 1803 existierte ein Provisorium für Lehramtsstudenten. In Folge der dortigen Platznot wurde es aber nur wenige Jahre später nach Freising verlegt, wo auf Grund der Folgen der Säkularisation viele ehemals kirchliche Gebäude leerstanden, darunter ein Haus nahe dem heutigen Asamgebäude in Freising, das ab 1812 bezogen und 1813 eröffnet wurde. Dort, beziehungsweise ab 1838 nach einem erneuten Umzug im heutigen Gebäude des Freisinger Amtsgerichts auf dem Domberg Freisings wurden bis 1969 Lehrer und Seminaristen ausgebildet, bis 1935 waren das 4700. 1912 wurden mit der stärkeren Betonung der Ausbildung in der Musik und des Deutschunterrichts erstmals Kriterien deutlich, die man auch heute noch im Lehrplan für musische Gymnasien findet. 1935 wurde mit der so genannten Aufbauschule erstmals die Möglichkeit gegeben, die allgemeine Hochschulreife zu erreichen. Diese lief nach dem Zweiten Weltkrieg wieder aus und wurde durch eine Oberschule ersetzt.

### Das „Deutsche Gymnasium“
Am 22. Juni 1954 wurde die Schule offiziell in „Deutsches Gymnasium“ umbenannt. Die Lehrerausbildungsanstalt wurde zwei Jahre darauf geschlossen. Das Deutsche Gymnasium beinhaltete ein Internat sowie statt einer dritten Fremdsprache eine verstärkte Ausbildung im Bereich der Musik, Kunst und des Faches Deutsch und unterschied sich auch darin, dass es erst mit der siebten Klasse begann. Erstmals wurden ein Mitwirkung in Chor und Orchester angeboten. Am 15. Juni 1962 wurde auf Grund der akuten Raumnot der Schule auf dem Domberg ein Neubau eines Schulgebäudes sowie eines separaten Schülerheimes beschlossen, der Bau begann jedoch erst im Mai 1967.

### Gründung des „Camerloher-Gymnasiums“

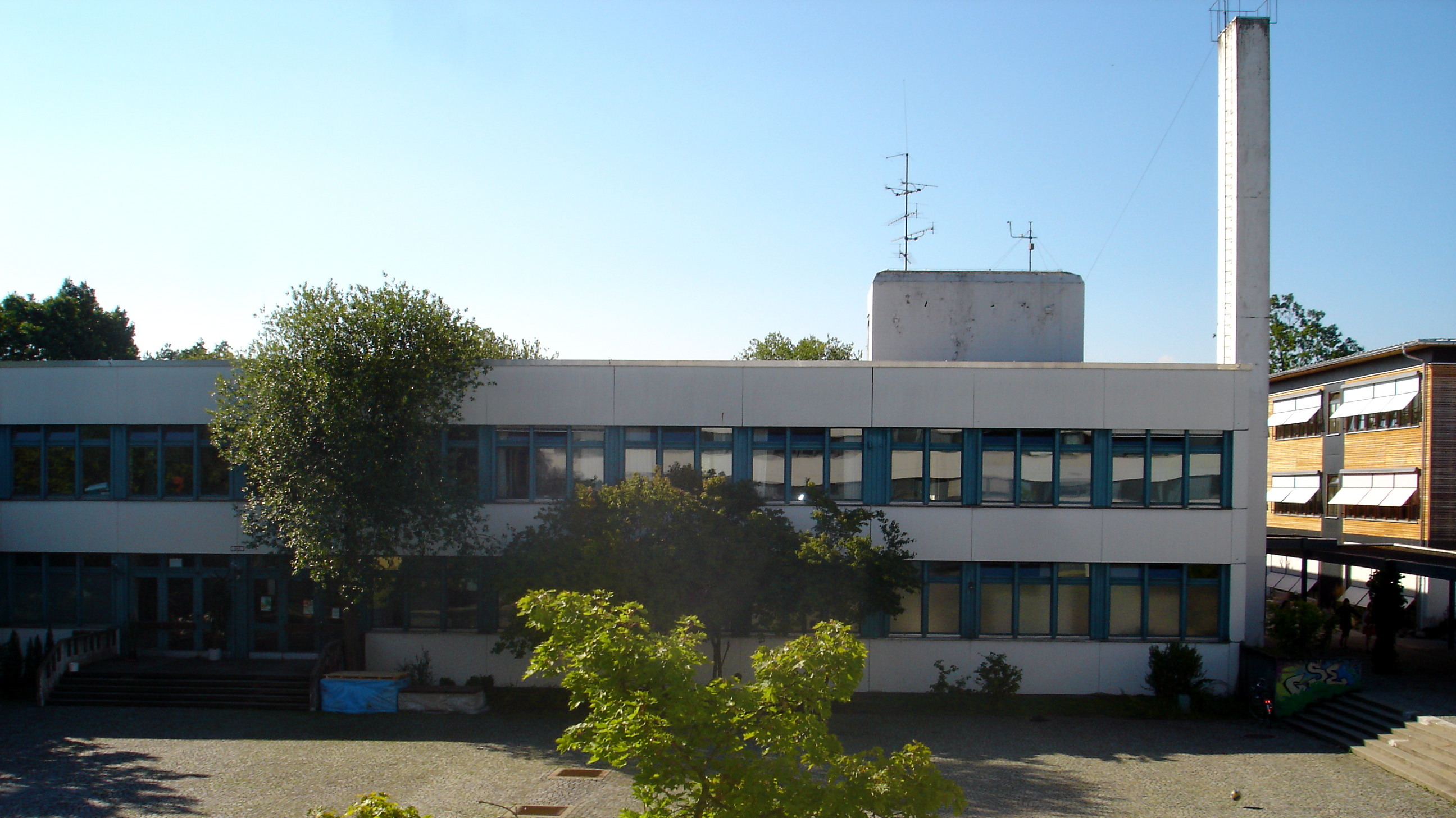
Hauptgebäude des Camerloher-Gymnasiums

Im Zuge einer Reform wurden in Bayern die Deutschen Gymnasien (in der oben beschriebenen Sonderform) in Musische Gymnasien umbenannt, verbunden mit der Auflage, dass sich jedes Gymnasium einen Namenspatron suchen sollte. So wurde dem Gymnasium im Schuljahr 1965/66 der Name des Freisinger Priesters und Komponisten Placidus von Camerloher, gegeben. Im selben Schuljahr wurde auch das Schulkabarett Camerett durch Klaus Mandl gegründet, das zusammen mit den „Kettwichten“ aus Essen das älteste seiner Art in Deutschland ist. Das neue Gebäude konnte im Schuljahr 1969/70 bezogen werden, zugleich wurde die erste fünfte Klasse eingerichtet. In der Folge stiegen die Schülerzahlen drastisch von 423 (1968/69) auf bis zu 943 (1976/77), wobei der weibliche Anteil immer weiter zunahm. 1973 fanden die 17. Bayerischen Schulspieltage am Camerloher-Gymnasium statt. 1980 wurde der „Verein der Freunde und Förderer des Camerloher-Gymnasiums“ gegründet, welcher später in „Die Camerloher e. V.“ umbenannt wurde. 1986 trat das Camerett beim Schultheater der Länder auf. Im Jahrgang 1983/84 wurde letztmals die siebenjährige Kurzform angeboten. Das Schülerheim musste auf Grund der stetig sinkenden Belegungszahl nach Abschluss des Schuljahrs 1986/87 geschlossen werden. Seit 1988 ist der Landkreis Freising und nicht mehr der Freistaat Bayern der Sachaufwandsträger. Die Schule erfreut sich in Freising größter Beliebtheit. In Zeiten des G9 stiegen die Schülerzahlen deutlich über 1000 Schüler an, so besuchten beispielsweise im Schuljahr 2009/10 1130 Schüler das Gymnasium.

### Erweiterungen und Neubauten
Im August 2004 wurde mit den Bauarbeiten für ein großes Erweiterungsgebäude begonnen, das bereits im Februar 2005 bezogen wurde. Es besteht aus drei Einzelhäusern, die kammartig an das bestehende Haupthaus angeschlossen wurden und jeweils acht Klassenzimmer sowie zwei Kursräume beherbergen. Um die alle gleich gebauten Häuser besser unterscheiden zu können, wurden sie nach Paul Cézanne, Marie Curie und Frédéric Chopin benannt. Nach dem Abschluss der Renovierungsarbeiten im Jahr 2011 folgten 2012 der Abriss des Schülerheims und der Neubau einer Aula, die neben einem Veranstaltungssaal auch eine weitere Turnhalle, die Schulmensa und eine Bibliothek beherbergt. Die für den Neubau der Aula zunächst veranschlagten 11,1 Millionen Euro wurden zwischenzeitlich auf 15,5 Millionen Euro korrigiert. Am Anfang des Schuljahres 2015/2016 wurde das Aula-Gebäude komplett fertiggestellt.

## Gebäude
Das Camerloher-Gymnasium gliedert sich in mehrere Baukörper, in deren Mitte sich ein großer Hof befindet, weshalb man dem Gelände einen Campuscharakter zuspricht. Die Baukörper sind folgende:

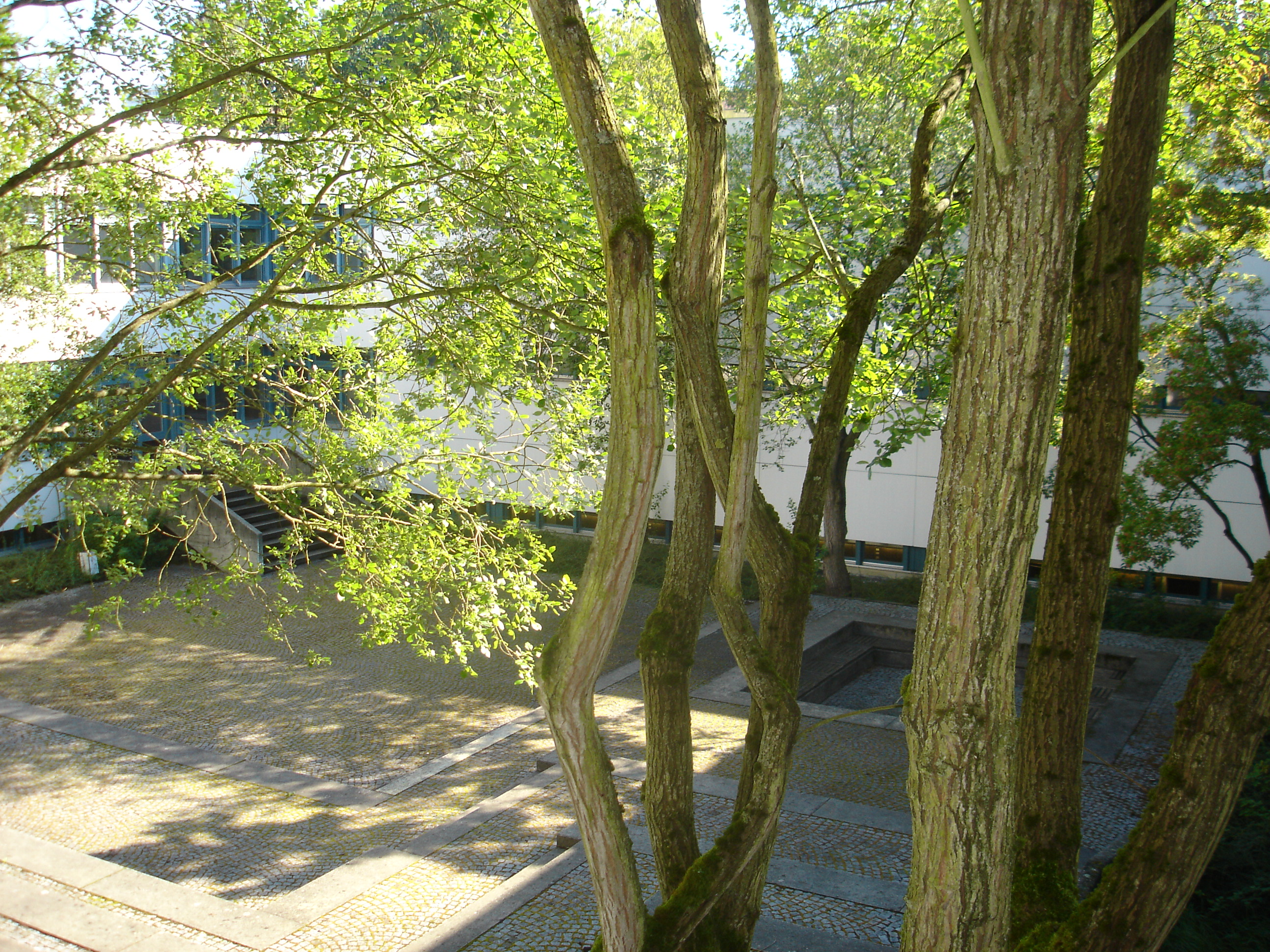
Innenhof des Hauptgebäudes

### Hauptgebäude
Das Hauptgebäude befindet sich im Süden des Hofs am südöstlichen Rand des Grundstücks. An den Außenseiten des quadratischen Gebäudes befinden sich Büroräume, Sanitäranlagen, Fachräume der naturwissenschaftlichen und musisch-künstlerischen Fächer sowie einige Klassenzimmer. Innen befindet sich ein kleiner, begehbarer und begrünter Innenhof. Im Untergeschoss ist das Hauptgebäude mit einem Theater und der dazugehörigen Bühnentechnik ausgerüstet. Die Einweihung geschah im Schuljahr 1969/70, ab 2006 wurde es schrittweise renoviert und teilweise umgestaltet.

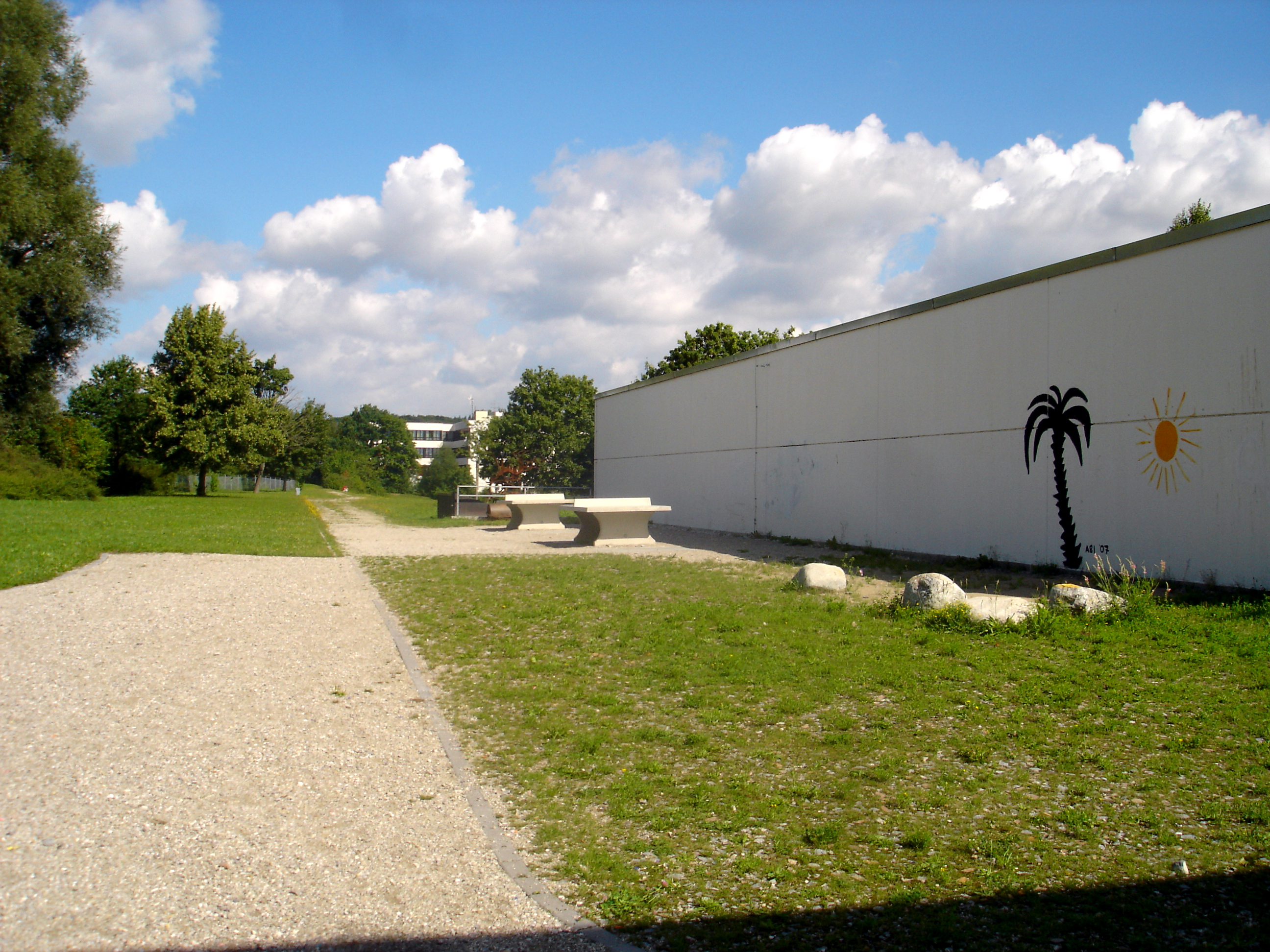
Turnhalle des Camerloher-Gymnasiums, von hinten betrachtet

### Turnhalle
Das Turnhallengebäude schließt sich östlich an den Hof an und wurde zusammen mit dem Hauptgebäude eingeweiht. Die Turnhalle selbst lässt sich in der Mitte teilen und verfügt über eine umfangreiche Lichttechnik für Konzerte und Aufführungen anderer Art, für die ebenfalls mobile Bühnenelemente benutzbar sowie die Deckenfenster abgedeckt werden können. Oberhalb der Umkleideräume befinden sich kleine Zellen für den Instrumentalunterricht. Im Juli 2017 wurde die Generalsanierung der Turnhalle vom Kreistag beschlossen und begonnen.

### Aula
Seit dem Schuljahr 2015/2016 ist das Aula-Gebäude komplett nutzbar. Das multifunktional gestaltete Gebäude beherbergt einen Konzertsaal für bis zu 700 Personen mit einer Bühne, eine zusätzliche Sporthalle, eine Mensa, Räume für eine offene Ganztagsbetreuung, eine Bibliothek, Instrumentalunterrichtsräume, sowie vier Musiksäle. Von 1970 bis 2012 stand an dieser Stelle ein 4-stöckiges Gebäude, das bis 1987 für ein Schülerwohnheim und eine Bibliothek genutzt wurde.

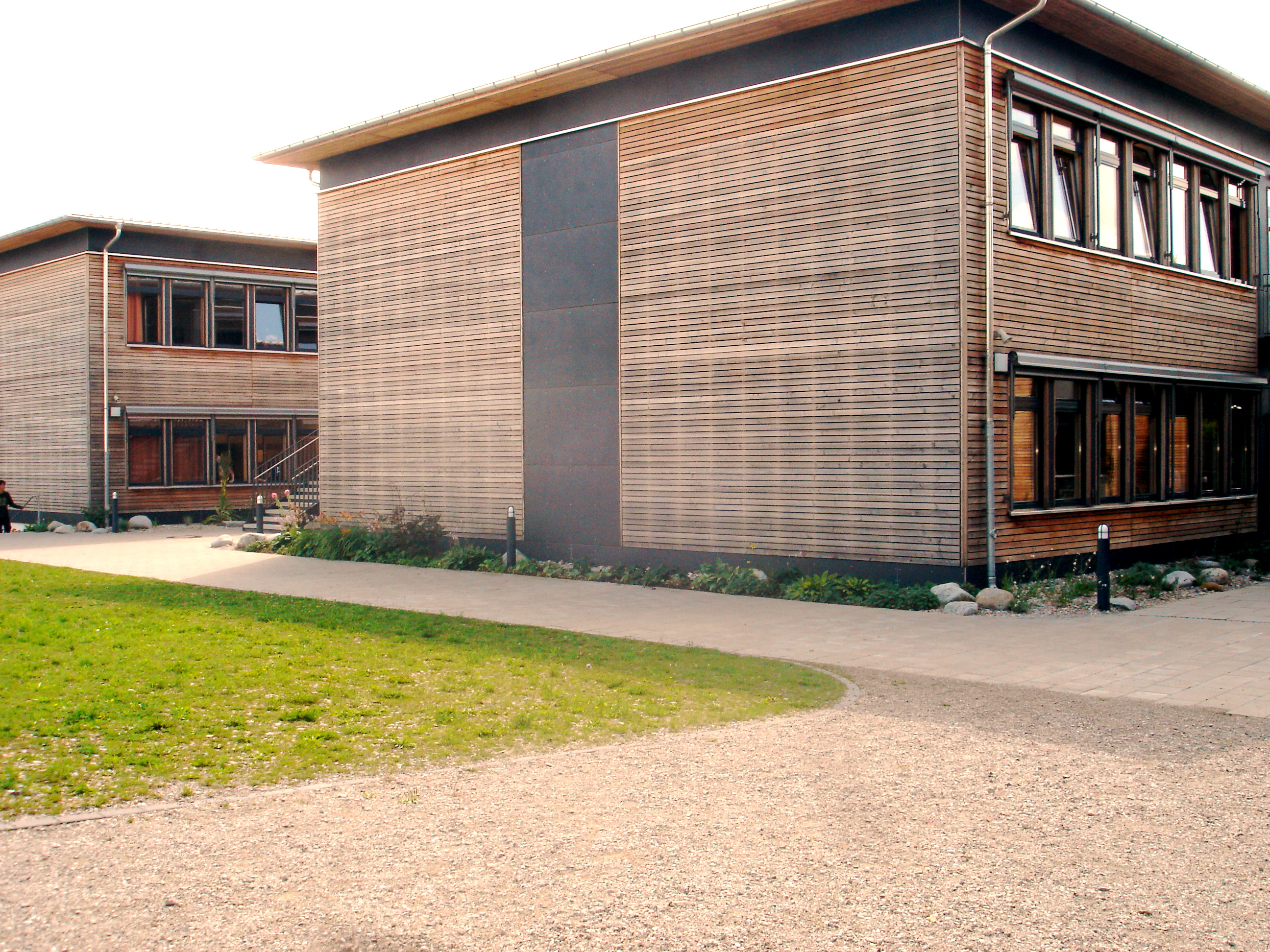
Neuer Klassentrakt

### Klassentrakt
Der Klassentrakt ist ein dreifach gefächerter Erweiterungsbau, der sich östlich an das Hauptgebäude anschließt und mit diesem durch eine Brücke verbunden ist. In jedem der drei zweistöckigen Einzelgebäude befinden sich acht Klassenzimmer sowie zwei kleine Kursräume. Dazwischen gibt es je zwei Toilettenanlagen im Verbindungsgebäude, das auch die jeweiligen Treppenhäuser beherbergt.

### Sportplatz
Im Norden an das Pensi bzw. die Aula schließt sich ein großer Sportplatz an. Dieser ist mit einer 400-Meter-Bahn, einem Fußballfeld samt Tribüne, Tennis- und Volleyballplätzen ausgerüstet und wird zusammen mit den benachbarten Schulen genutzt.

## Wahlunterricht
Der Wahlunterricht der Schule ist vor allem musisch ausgerichtet, aber auch Kurse aus den Bereichen Sport und Naturwissenschaften kommen nicht zu kurz. Es gibt mehrere Musikensembles, beispielsweise Bläserensembles, mehrere Chöre und Orchester, eine Big Band, eine Combo, ein Percussionensemble, eine Schulband und ein Gitarrenensemble. Im Konzertsaal steht eine kleine Pfeifenorgel. Des Weiteren verfügt das Camerloher-Gymnasium über ein überregional bekanntes Schülerkabarett, das „Camerett“ genannt wird und eines der beiden ältesten Schülerkabaretts Deutschlands ist. Die darin gespielten Stücke werden und wurden alle selbst geschrieben. Die Schülerzeitung nennt sich Camerjäger in Anlehnung an einen Kammerjägereinsatz auf Grund von Kakerlaken im Schülerheim während der Gründung der Zeitschrift. Sie konnte einmal einen Preis der Süddeutschen Zeitung als „Beste Schülerzeitschrift Bayerns“ entgegennehmen und hat 2019 den Sonderpreis „Digitale Medien und Schule“ der Joachim Herz Stiftung gewonnen.

## Besonderheiten

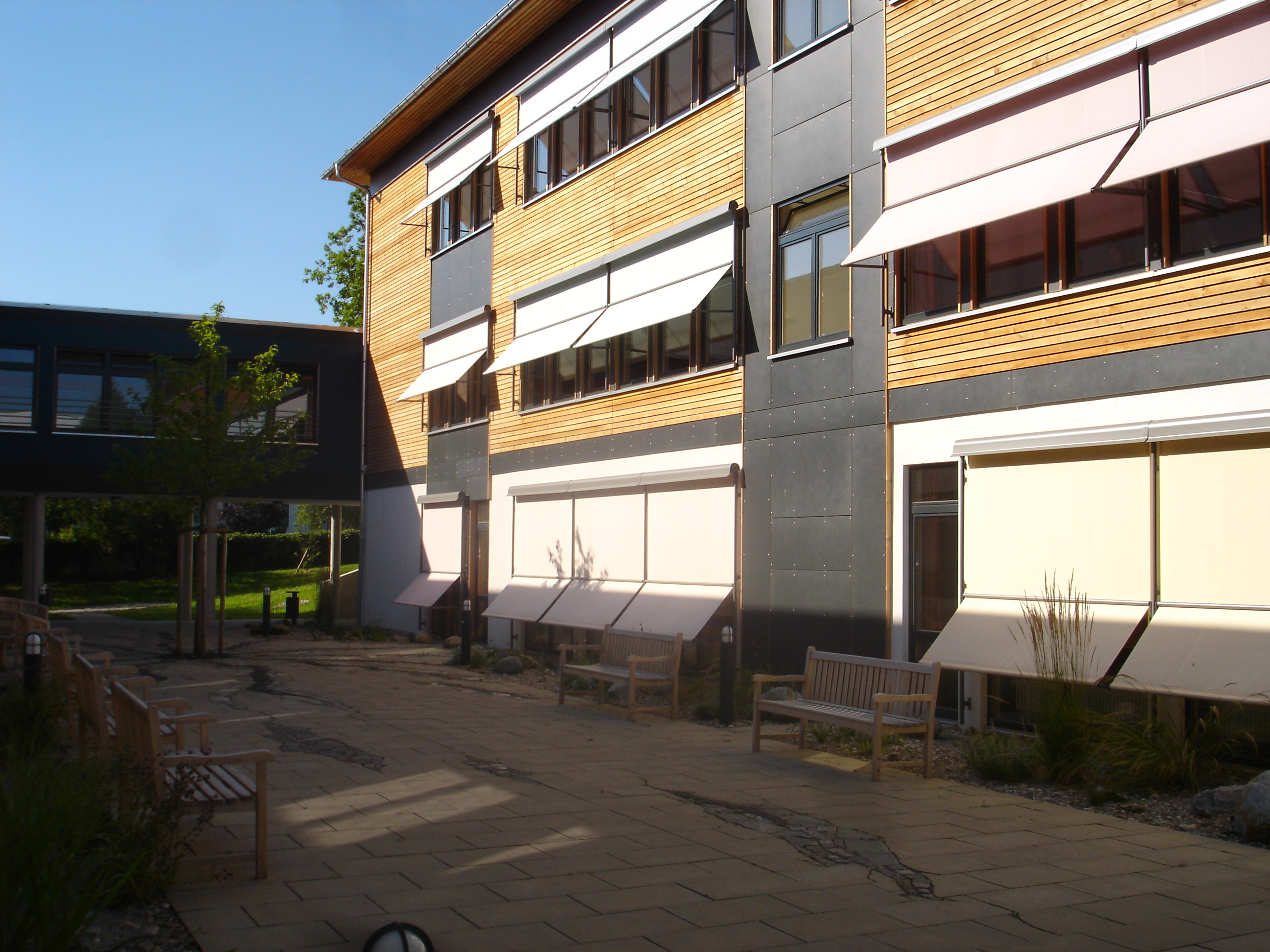
Hof zwischen Hauptgebäude und erstem Klassentrakt

Aufmerksamkeit erregt die Schule vor allem durch die Aufführung diverser Musicals und Opern. So wurden im Laufe der letzten Jahre etwa die Musicals Linie 1, Hair, West Side Story, Fame, Die Schöne und das Biest (Doepke-Version) oder Robin Hood, die Oper Dido und Aeneas, Die schöne Helena, sowie die Operette Die Piraten von Penzance und der 1. Akt der Opéra-bouffe Die Banditen aufgeführt. Der Oberstufenchor gehört ebenso wie das „Große Orchester“ zu den besten Laiengruppen ihrer Art. So wurden während der letzten Jahre auch Werke, die eigentlich nur für professionelle Chöre beziehungsweise Orchester bestimmt sind, beim großen Konzert im Frühjahr aufgeführt; zu solchen Werken gehört etwa der „Feuerreiter“ von Hugo Distler, „Catulli Carmina“ von Carl Orff, „Die vier Jahreszeiten“ von Antonio Vivaldi oder das Violinkonzert von Philip Glass; im Schuljahr 2007/2008 wurde Carl Orffs Carmina Burana in der Orchesterfassung aufgeführt, welche im Jahr 2015 als großes Open-Air-Projekt im Freisinger Domhof nochmals präsentiert wurde.
Beim Jugendmusikwettbewerb Jugend musiziert finden sich jedes Jahr Schüler des Gymnasiums unter den Preisträgern.
Vor allem in den 1990er-Jahren war die Schule am Comenius-Programm beteiligt, außerdem war man von 1999 bis 2002 ein Europäisches Gymnasium, indem man die zweite Fremdsprache schon ab der sechsten Jahrgangsstufe lehrte und führt immer noch Schüleraustausche mit befreundeten Schulen aus Bristol und Desenzano durch, zuvor mit Empoli, da Italienisch alternativ zu Französisch ab der 10. Klasse als spätbeginnende Fremdsprache gelehrt wird.
1996 erregte die Schule Aufsehen, als im Rahmen eines Kunstprojekts der Schule ein 78 Meter langer Teppich am Kontrollturm des Münchner Flughafens entrollt wurde; in diesem Jahr wurde auch die Veranstaltungsreihe Café Camerloher gegründet, die diverse kulturelle und schulische Veranstaltungen organisiert und durchführt. Der ehemalige Speisesaal des Schülerheims diente bis zu seinem Abriss für vielfältigste Veranstaltungen (Lesungen, Vorträge, Konzerte) als Veranstaltungsort. Seit dem Abriss finden die Café Camerloher-Veranstaltungen im Mehrzweckraum der Schule statt.
1997 wurde in den schulischen Räumen der Landeswettbewerb Jugend musiziert beherbergt.

## Schulleiter
- Wilhelm Müller (1945–1951)
- Martin Dömling (1952–1957)
- Peter Schreiber (1957–1964)
- Robert Erbertseder (1964–1976)
- Roland Frank (1977–1978)
- Ludwig Dufter (1978–1988)
- Walter Dietz (1988–2003)
- Ulrika Duetsch (2003–2012)
- Andrea Bliese (2012–2025)
- Katharina Willimski (seit 2025)

## Bekannte Schüler und Lehrer
- Stephan Barbarino (* 1955), Musicalautor und Regisseur
- Rudi Bauer (* 1971), Schlagzeuger
- Theo Brand (1925–2016), Komponist, Musikpädagoge und Organist
- Jacques Breuer (1956–2024), Schauspieler
- Christian Christl (* 1962), Pianist
- Uwe Dick (* 1942), Schriftsteller
- Bernhard Egger (1916–2008), Theologe
- Francis Fulton-Smith (* 1966), Schauspieler
- Raphaela Gromes (* 1991), Cellistin
- Hans Hartl (* 1945), Landtagsabgeordneter 1986 bis 1994
- Raimund Hinko (* 1951), Sportjournalist
- Georg Kerschensteiner (1854–1932), Pädagoge
- Christian Krettek (* 1953), Chirurg und Hochschullehrer
- Raffaela Lintl, Opern- und Konzertsängerin
- Sandro Lohmann (* 1991), Schauspieler
- Michael Mandlik (* 1957), Journalist
- Peter Michael von der Nahmer (* 1977), Komponist
- Karl Obermayr (1931–1985), Schauspieler
- Ronya Othmann (* 1993), Schriftstellerin
- Karina Peisker (* 2000), Weltmeisterin Rhönradturnen
- Wolfgang Probst (* 1945), Opernsänger
- Josef Schneider (1911–1969), Schriftsteller, Kulturreferent im Reichspropagandaamt
- Bernd Schroeder (1944–2023), Schriftsteller
- Christl Sittenauer (* 1982), Schauspielerin
- Heinrich Vogl (1845–1900), Komponist und Sänger
- Kalle Wallner (* 1972), Gitarrist
- Peter Wittrich (* 1959), Komponist und Dozent an der Musikhochschule München

## Weitere Gymnasien in Freising
- Dom-Gymnasium Freising
- Josef-Hofmiller-Gymnasium Freising